# Districtul Mzimba
Mzimba este un district  în   statul Malawi. Reședința sa este orașul Mzimba.